# Mios
Mios település Franciaországban, Gironde megyében. Lakosainak száma 11 756 fő (2022. január 1.). Mios Le Barp, Biganos, Cestas, Salles, Le Teich, Marcheprime és Sanguinet községekkel határos.

## Népesség
A település népességének változása:
| Lakosok száma | 2457 | 2977 | 3786 | 6206 | 8256 | 9067 | 9959 | 10 781 | 11 180 | 11 756 |
|               | 1968 | 1982 | 1990 | 2006 | 2013 | 2015 | 2017 | 2019   | 2020   | 2022   |